# Club Comunicaciones
Il Club Comunicaciones è una società calcistica argentina di Buenos Aires con sede nel quartiere di Agronomía. Milita nella Primera B Metropolitana, la terza serie del calcio argentino.

## Storia
Il club è stato fondato da un gruppo di dipendenti di una società di uffici postali argentina. Il nome inizialmente scelto fu Club Atlético Correos y Telégrafos, facendo riferimento al nome della compagnia di posta statale per cui lavoravano. Nel 1953 il club cambiò con il suo nome attuale.
I colori che identificano il club (giallo e nero) sono stati adottati in quanto sono i colori distintivi utilizzati dalle società di posta in tutto il mondo.

## Palmarès

### Competizioni nazionali
- Primera C Metropolitana: 2

1969, 2004-2005

### Altri piazzamenti
- Primera B Metropolitana:

Terzo posto: 2016-2017